# DeSoto Airstream
DeSoto Airstream – samochód osobowy klasy wyższej produkowany pod amerykańską marką DeSoto w latach 1935–1936.

## Historia i opis modelu

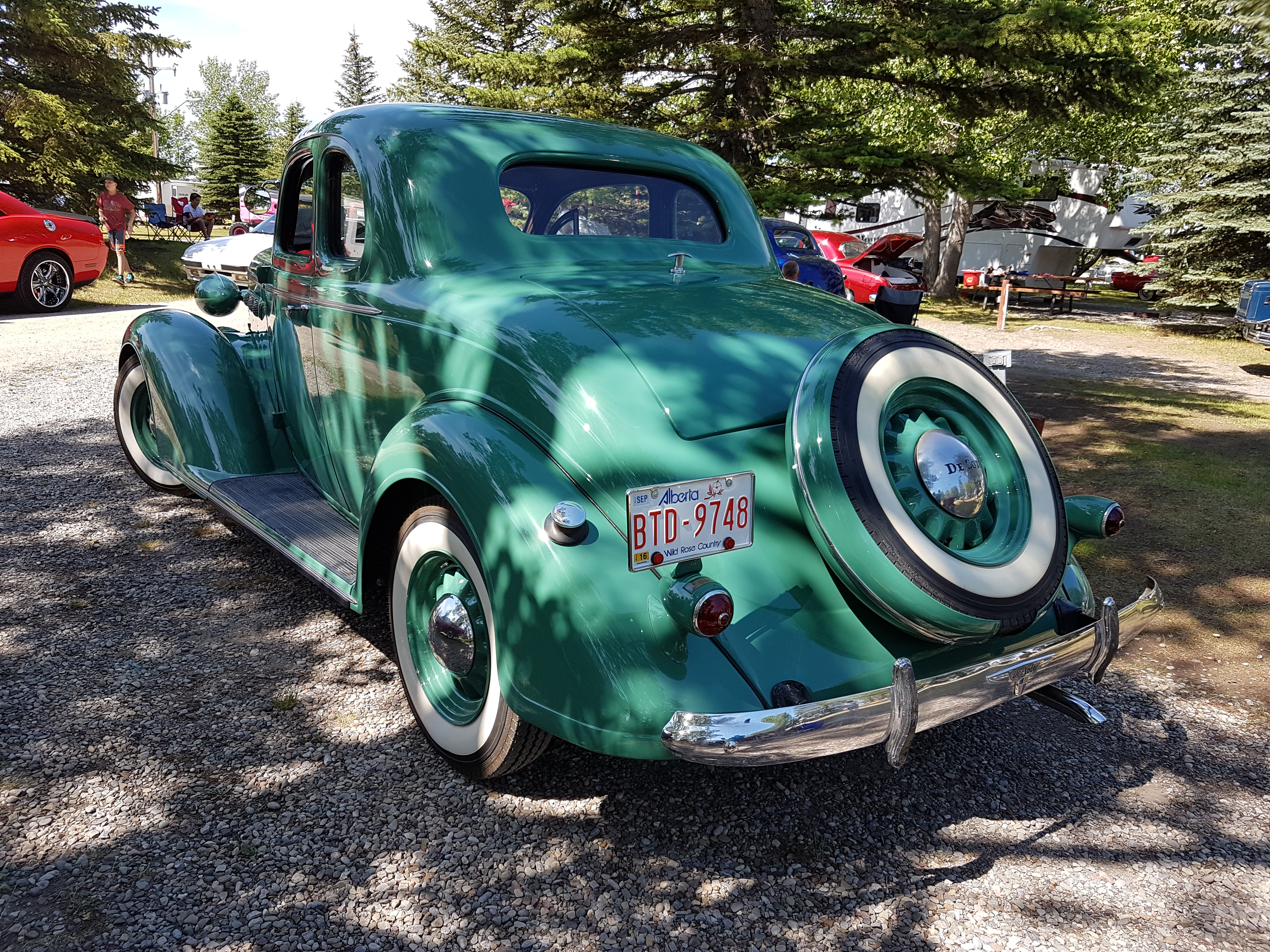
DeSoto Airstream - tył

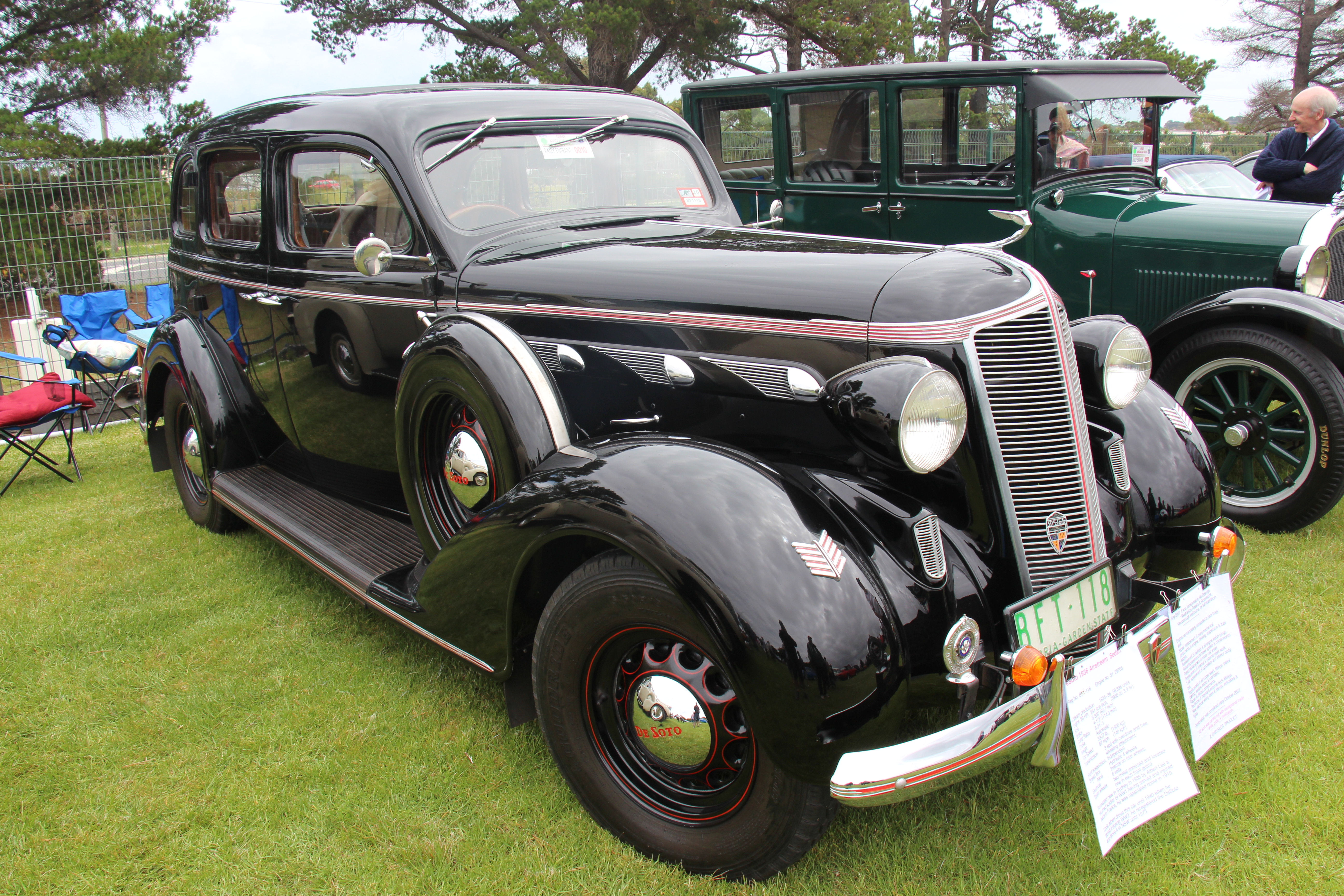
DeSoto Airstream Sedan

Przyczyną produkcji samochodu Airstream o bardziej typowej dla dekady sylwetce było złe przyjęcie zaawansowanego stylistycznie Airflow i spadek pozycji marki na rynku w roku 1934. Nowy model miał służyć uzupełnieniu oferty do czasu zaprojektowania nowej linii w roku 1937. Zrezygnowano z nadwozia samonośnego oraz reflektorów zintegrowanych z błotnikami. Konstrukcja samochodu była pozbawiona drewnianych elementów nośnych, co wciąż jeszcze zdarzało się u innych producentów.
Do napędu służył ten sam sześciocylindrowy silnik o mocy 93 KM przymocowany do ramy za pośrednictwem gumowych poduszek izolujących pasażerów od wibracji przenoszonych z silnika. Ten konserwatyzm w konstrukcji Airstreama oraz cena niższa o ok. 200 dolarów od Airflowa sprawiły, że nowe DeSoto odniosło sukces. Sprzedano 20003 szt. modelu Airstream (w porównaniu z 6797 szt. Airflow).

### 1936
W roku modelowym 1936 wprowadzono dwa poziomy wykończenia – Deluxe i Custom. Deluxe posiadały jednoczęściowe szyby przednie, natomiast Custom wyposażano w dwuczęściowe, łączone szyby (poza kabrioletem). Dodatkowo pojawia się wersja Custom Traveller, o wydłużonym rozstawie osi. Stały się one popularne w firmach oferujących przeróbki na limuzyny i dały zaczątek związkom marki DeSoto z przemysłem taksówkowym. Powstało 33938 Airstreamów i 5000 Airflowów.

### Silnik
- L6 2.4l